# Verbandsgemeinde Lambrecht (Pfalz)
La comunità amministrativa di Lambrecht (Verbandsgemeinde Lambrecht (Pfalz)) si trova nel circondario di Bad Dürkheim nella Renania-Palatinato, in Germania.

## Comuni
Fanno parte della comunità amministrativa i seguenti comuni:
| Comune, città                      | Sup. (km²) | Abitanti |
| ---------------------------------- | ---------- | -------- |
| Elmstein                           | 75,68      | 2 403    |
| Esthal                             | 15,48      | 1 302    |
| Frankeneck                         | 4,76       | 807      |
| Lambrecht (Pfalz), città           | 8,31       | 4 085    |
| Lindenberg                         | 3,79       | 1 087    |
| Neidenfels                         | 6,65       | 760      |
| Weidenthal                         | 14,49      | 1 671    |
| Verbandsgemeinde Lambrecht (Pfalz) | 129,16     | 12 115   |

(Abitanti al 31 dicembre 2021)